# Nesse Canto Eu Conto
Nesse Canto Eu Conto é um talk show musical brasileiro produzido pela Kromaki em parceria com os Estúdios Globo e exibição pelo Multishow e Globoplay. Sob direção de Márcia Faria, estreou em 25 de junho de 2025 no canal pago.
Apresentado por Sandy o programa mistura música e boas histórias, trazendo grandes nomes da música brasileira para conversas intimistas e performances inéditas.

## Formato
A cada episódio, Sandy recebe uma convidada especial para compartilhar experiências, influências e memórias musicais. O programa cria um ambiente acolhedor, onde as artistas conversam sobre suas trajetórias, desafios e momentos marcantes da carreira, enquanto apresentam versões exclusivas de seus sucessos e de músicas que marcaram suas vidas. Sandy conduz conversas descontraídas com cada convidada, explorando temas como inspiração, bastidores da indústria musical e momentos inesquecíveis da carreira, sempre acompanhadas de apresentações ao vivo — seja em formato acústico ou em reinterpretações de canções icônicas.
A nova atração traz encontros semanais com cantoras de destaque no cenário musical brasileiro, em papos leves sobre momentos significativos de suas vidas e sua relação com a música. O programa também presta homenagens a outras grandes vozes femininas da música brasileira, em duetos inéditos e emocionantes.

## Episódios
A temporada contou com um total de 5 episódios, exibidos às quartas-feiras, de 25 de junho a 23 de julho de 2025.
| Episódio | Título          | Exibição Original   |
| -------- | --------------- | ------------------- |
| 1        | Ivete Sangalo   | 25 de junho de 2025 |
| 2        | Liniker         | 2 de julho de 2025  |
| 3        | Paula Toller    | 9 de julho de 2025  |
| 4        | Vanessa da Mata | 16 de julho de 2025 |
| 5        | Ana Castela     | 23 de julho de 2025 |

## Recepção
Nesse Canto Eu Conto foi bem recebido nas redes sociais, onde a proposta intimista e a condução de Sandy nas entrevistas e performances musicais receberam elogios. Algumas conversas do programa tiveram repercussão além da audiência tradicional do canal pago, alcançando um público mais amplo em plataformas digitais.
A jornalista Anna Luiza Santiago, da coluna Play do jornal O Globo, deu nota máxima ao programa, destacando-o como uma atração agradável de assistir. Ela ressaltou, em especial, a edição com a artista Liniker, que considerou uma das mais bonitas.
A recepção positiva indica que a combinação de entrevistas descontraídas com apresentações musicais tem agradado tanto aos fãs quanto a um público diversificado interessado na música brasileira.